# والغ
والغ قرية بجزيرة جربة بالجنوب التونسي. تقع في معتمدية جربة حومة السوق، إحدى معتمديات جزيرة جربة الثلاثة.

### مواضيع ذات علاقة
- جربة.
- معتمدية جربة حومة السوق.
- حومة السوق.
- أجيم.
- ميدون.

### وصلات خارجية
1. ↑  "المناطق الترابية (العمادات) حسب الولايات والمعتمديات". اطلع عليه بتاريخ 2024-11-30.